# Tetsuo Nozoe
Tetsuo Nozoe, född 16 maj 1902, död 4 april 1996, var en japansk kemist. Han var professor i organisk kemi vid Taihokus kejserliga universitet(simple) i Taipei 1929–1948 och vid Tohoku universitet i Sendai 1948–1969. Han invaldes 1972 som utländsk ledamot av svenska Vetenskapsakademien.